# Essencial (álbum de Fafá de Belém)
Essencial é o sexto álbum de estúdio da cantora brasileira Fafá de Belém, lançado em 1982, pela gravadora Philips.
A canção "Bilhete" foi incluída na trilha sonora da novela "Sol de Verão", exibida pela TV Globo entre 1982/1983. Na trama, escrita por Manoel Carlos a música foi tema da protagonista "Rachel", interpretada por Irene Ravache.

## Faixas

### Lado A
| N.º | Título               | Compositor(es)                    | Duração |  |
| 1.  | "Bilhete"            | Ivan Lins, Vitor Martins          | 4:43    |  |
| 2.  | "No Meio da Roda"    | Octavio Burnier, Geraldo Carneiro | 4:19    |  |
| 3.  | "Jambo"              | Juca Filho, Rodrigo Campello      | 4:09    |  |
| 4.  | "Essencial"          | Joyce                             | 4:36    |  |
| 5.  | "Nos Bailes da Vida" | Milton Nascimento, Fernando Brant | 4:24    |  |

### Lado B
| N.º | Título            | Compositor(es)              | Duração |  |
| 1.  | "Cumplicidade"    | Octavio Burnier, Junior     | 4:51    |  |
| 2.  | "Caso Especial"   | Sonia Burnier, Sonia Hirsch | 2:58    |  |
| 3.  | "Cheiro Doce"     | Paulo Jobim                 | 4:14    |  |
| 4.  | "Pai e Mãe"       | Gilberto Gil                | 3:44    |  |
| 5.  | "O Gosto da Vida" | Péricles Cavalcanti         | 3:44    |  |